# بیردفورد (پنسیلوانیا)
بیردفورد (به انگلیسی: Bairdford) یک منطقهٔ مسکونی در ایالات متحده آمریکا است که در شهرستان الگینی، پنسیلوانیا واقع شده‌است. بیردفورد ۶۹۸ نفر جمعیت دارد.